# 21587 Christopynn
21587 Christopynn este un asteroid din centura principală de asteroizi.

## Descriere
21587 Christopynn este un asteroid din centura principală de asteroizi. A fost descoperit pe 26 septembrie 1998 la Socorro, New Mexico, în cadrul proiectului LINEAR. Asteroidul prezintă o orbită caracterizată de o semiaxă mare de 2,85 ua, o excentricitate de 0,07 și o înclinație de 12,5° în raport cu ecliptica.